# Gerda
Gerda je křestní norské jméno staroislandského původu. Vykládá se buď jako "zahrada" nebo "ochránkyně, ochranitelka". Podle slovenského kalendáře má svátek 19. května.

## Zdrobněliny
Gerdr, Gerdý, Gerdinka, Gerduška, Gery

## Gerda v jiných jazycích
- Německy, anglicky, španělsky, polsky, maďarsky: Gerda

## Známé nositelky jména
- Postava z Hans Christian Andersenovy Sněhové královny
- Gerd - germánská bohyně úrody a plodnosti[1]

- Gerd Andersson - švédská herečka
- Gerd Kjellaug Berge - norská hoteliérka
- Gerd Grieg - norská herečka
- Gerd Gudding (1951 - 2015) - norská muzikantka
- Gerd Janne Kristoffersen - norská politička
- Gerd Larsen (1981 - 2001) - norsko-britská balerína
- Gerd Neggo (1891 - 1974) - estonská tanečnice a choreografka
- Gerd Søraa - norská spisovatelka a politička
- Gerd-Liv Valla - norská politička